# Erpocotyle taschenbergi
Erpocotyle taschenbergi är en plattmaskart. Erpocotyle taschenbergi ingår i släktet Erpocotyle och familjen Hexabothriidae. Inga underarter finns listade i Catalogue of Life.